# Callopepla grandis
Callopepla grandis är en fjärilsart som beskrevs av Rothschild 1912. Callopepla grandis ingår i släktet Callopepla och familjen björnspinnare. Inga underarter finns listade i Catalogue of Life.